# جیک ئی. لی
جیک ئی. لی (انگلیسی: Jake E. Lee؛ زادهٔ ۱۵ فوریهٔ ۱۹۵۷) موسیقی‌دان اهل ایالات متحده آمریکا است. وی از سال ۱۹۸۰ میلادی تاکنون مشغول فعالیت بوده است.